# Сант-Агата-Болоньезе
Сант-Агата-Болоньезе (итал. Sant'Agata Bolognese) — коммуна в Италии, располагается в регионе Эмилия-Романья, в провинции Болонья.
Население составляет 6 849 человек (2008 год), плотность населения составляет 201 чел./км². Занимает площадь 34 км². Почтовый индекс — 40019. Телефонный код — 051.
Покровительницей коммуны почитается святая Агата, празднование 5 февраля.
Коммуна известна благодаря расположенному в ней автомобильному заводу Lamborghini и заводскому автомузею.

## Демография
Динамика населения:

## Администрация коммуны
- Официальный сайт: http://www.comune.santagatabolognese.bo.it/